# Saint-Riquier-en-Rivière
Saint-Riquier-en-Rivière ist ein Ort und eine französische Gemeinde mit 154 Einwohnern (Stand: 1. Januar 2022) im Département Seine-Maritime in der Region Normandie. Ort und Gemeinde (commune) sind nach dem hl. Richarius von Centula benannt.

## Lage und Klima
Saint-Riquier-en-Rivière liegt am Küstenfluss Yères im Nordosten der Normandie und ist ca. 20 km (Luftlinie) vom Seebad Dieppe und der Atlantikküste entfernt. Das Klima wird in hohem Maße vom nahegelegenen Meer bestimmt; Regen (ca. 900 mm/Jahr) fällt überwiegend im Winterhalbjahr.

## Wirtschaft
Das Wirtschaftsleben der Gemeinde wird ganz überwiegend von der Land- und Forstwirtschaft bestimmt.

## Bevölkerungsentwicklung
| Jahr                      | 1800 | 1851 | 1901 | 1954 | 1999 | 2020 |
| Einwohner                 | 368  | 470  | 395  | 201  | 135  | 145  |
| Quelle: Cassini und INSEE |      |      |      |      |      |      |

Grundlage des deutlichen Bevölkerungsrückgangs der Gemeinde im 20. Jahrhundert ist die Mechanisierung der Landwirtschaft, die damit einhergehende Aufgabe von kleinen Bauernhöfen („Höfesterben“) und der daraus resultierende Verlust von Arbeitsplätzen.

## Geschichte
Die erstmalige Erwähnung des Ortsnamens (Sancti Richarii) findet sich in einer Urkunde des Jahres 1238.

## Sehenswürdigkeiten
Die vom 11. bis zum 19. Jahrhundert aus verschiedenen Steinmaterialien erbaute Kirche Saint-Riquier gehörte lange Zeit zum Besitz der Abtei Saint-Victor-en-Caux; seit dem Jahr 1987 ist sie als Monument historique anerkannt.